# 401 Ottilia
A 401 Ottilia (ideiglenes jelöléssel 1895 BT) egy kisbolygó a Naprendszerben. Maximilian Franz Joseph Cornelius Wolf fedezte fel 1895. március 16-án.